# 溶度积
溶度积（英語：solubility product），或稱溶解度積，是溶度积常数的简称。溶度积常数是沉澱的溶解平衡常数，用符号Ksp表示。溶度积的大小反映了难溶电解质的溶解能力，可用实验方法测定。溶度积常数仅适用于难溶电解质的饱和溶液，对易溶的电解质不适用。在溫度一定時，每一難溶鹽類化合物的Ksp皆為一特定值。
离子化合物的溶度积定义为在饱和溶液中与固体化合物平衡存在的离子浓度的乘积（给定温度下）。

## 計算
對於溶解平衡{\displaystyle M_{m}A_{n}(s)\rightleftharpoons mM^{n+}(aq)+nA^{m-}(aq)}，其溶度積{\displaystyle K_{sp}=[M^{n+}]^{m}\cdot [A^{m-}]^{n}}，其中的{\displaystyle [A]}代表{\displaystyle A}的體積莫耳濃度。
例如，氯化銀（{\displaystyle {\ce {AgCl}}}）的溶解平衡為：{\displaystyle {\ce {AgCl(s)<=>Ag+ (aq) + Cl^- (aq)}}}，則{\displaystyle K_{sp}=[Ag^{+}][Cl^{-}]}。